# فهرست رهبران کره شمالی
آنچه در پی می‌بینید ، فهرستی از رهبران جمهوری دموکراتیک خلق کره است.(کره شمالی)

## رهبران معظم
تاکنون به سه رهبر کره شمالی از سه نسل یک خانواده رهبر معظم اطلاق شده‌است.
      نسل اول
      نسل دوم
      نسل سوم
| تصویر                                   | نام                                     | سمتها                                                             | دوره                                                         | حکومت           | حزب |
| --------------------------------------- | --------------------------------------- | ----------------------------------------------------------------- | ------------------------------------------------------------ | --------------- | --- |
|                                         | کیم ایل-سونگ 김일성 金日成 (۱۹۱۲–۱۹۹۴)  |                                                                   |                                                              |                 |     |
| فرمانده کل KPA                          | ۸ فوریه ۱۹۴۸ – ۲۴ دسامبر ۱۹۹۱           | ۹, سپتامبر ۱۹۴۸ ↓ ۸ ژوئیه ۱۹۹۴ (خطا: نیازمند سال، ماه، روز معتبر) | حزب کارگران کره                                              |                 |     |
| نخست وزیر شورای وزیران کره شمالی        | ۹ سپتامبر ۱۹۴۸ – ۲۸ دسامبر ۱۹۷۲         | ۹, سپتامبر ۱۹۴۸ ↓ ۸ ژوئیه ۱۹۹۴ (خطا: نیازمند سال، ماه، روز معتبر) | حزب کارگران کره                                              |                 |     |
| دبیر اول کمیته مرکزی WPK                | ۳۰ ژوئن ۱۹۴۹ – ۱۱ اکتبر ۱۹۶۶            | ۹, سپتامبر ۱۹۴۸ ↓ ۸ ژوئیه ۱۹۹۴ (خطا: نیازمند سال، ماه، روز معتبر) | حزب کارگران کره                                              |                 |     |
| دبیرکل کمیسیون دفاعی WPK                | ۱۹۵۰ – ۸ ژوئیه ۱۹۹۴                     | ۹, سپتامبر ۱۹۴۸ ↓ ۸ ژوئیه ۱۹۹۴ (خطا: نیازمند سال، ماه، روز معتبر) | حزب کارگران کره                                              |                 |     |
| دبیرکل کمیته مرکزی حزب کارگران کره      | ۱۲ اکتبر ۱۹۶۶ – ۸ ژوئیه ۱۹۹۴            | ۹, سپتامبر ۱۹۴۸ ↓ ۸ ژوئیه ۱۹۹۴ (خطا: نیازمند سال، ماه، روز معتبر) | حزب کارگران کره                                              |                 |     |
| رئیس جمهور جمهوری دموکراتیک خلق کره     | ۲۸ دسامبر ۱۹۷۲ – ۸ ژوئیه ۱۹۹۴           | ۹, سپتامبر ۱۹۴۸ ↓ ۸ ژوئیه ۱۹۹۴ (خطا: نیازمند سال، ماه، روز معتبر) | حزب کارگران کره                                              |                 |     |
| دبیرکل کمیسیون ملی دفاعی                | ۲۸ دسامبر ۱۹۷۲–۹ آوریل ۱۹۹۳             | ۹, سپتامبر ۱۹۴۸ ↓ ۸ ژوئیه ۱۹۹۴ (خطا: نیازمند سال، ماه، روز معتبر) | حزب کارگران کره                                              |                 |     |
| رئیس جمهوری ابدی کره شمالی              | ژوئیه ۸، ۱۹۹۴ – حال حاضر                | ۹, سپتامبر ۱۹۴۸ ↓ ۸ ژوئیه ۱۹۹۴ (خطا: نیازمند سال، ماه، روز معتبر) | حزب کارگران کره                                              |                 |     |
|                                         | کیم جونگ-ایل 김정일 金正日 (۱۹۴۱–۲۰۱۱)  |                                                                   |                                                              |                 |     |
| رئیس سازمان و اداره ارشاد حزب           | ۱۹۷۴ – ۱۷ دسامبر ۲۰۱۱                   | ۸ ژوئیه ۱۹۹۴ ↓ ۱۷ دسامبر ۲۰۱۱ (خطا: نیازمند سال، ماه، روز معتبر)  | حزب کارگران کره                                              |                 |     |
| نایب رئیس اول کمیسیون ملی دفاع          | ۱۹۹۰ – ۹ آوریل ۱۹۹۳                     | ۸ ژوئیه ۱۹۹۴ ↓ ۱۷ دسامبر ۲۰۱۱ (خطا: نیازمند سال، ماه، روز معتبر)  | حزب کارگران کره                                              |                 |     |
| فرمانده کل ارتش خلق کره                 | ۲۴ دسامبر ۱۹۹۱ – ۱۷ دسامبر ۲۰۱۱         | ۸ ژوئیه ۱۹۹۴ ↓ ۱۷ دسامبر ۲۰۱۱ (خطا: نیازمند سال، ماه، روز معتبر)  | حزب کارگران کره                                              |                 |     |
| دبیرکل کمیسیون ملی دفاع                 | ۹ آوریل ۱۹۹۳ – ۱۷ دسامبر ۲۰۱۱           | ۸ ژوئیه ۱۹۹۴ ↓ ۱۷ دسامبر ۲۰۱۱ (خطا: نیازمند سال، ماه، روز معتبر)  | حزب کارگران کره                                              |                 |     |
| دبیرکل کمیته مرکزی حزب                  | اکتبر ۸ ۱۹۹۷ – ۱۷ دسامبر ۲۰۱۱           | ۸ ژوئیه ۱۹۹۴ ↓ ۱۷ دسامبر ۲۰۱۱ (خطا: نیازمند سال، ماه، روز معتبر)  | حزب کارگران کره                                              |                 |     |
| رئیس کمیسیون ملی دفاع                   | ۸ اکتبر ۱۹۹۷ – ۱۷ دسامبر ۲۰۱۱           | ۸ ژوئیه ۱۹۹۴ ↓ ۱۷ دسامبر ۲۰۱۱ (خطا: نیازمند سال، ماه، روز معتبر)  | حزب کارگران کره                                              |                 |     |
| دبیرکل ابدی کمیته مرکزی حزب کارگران کره | ۱۱ آوریل ۲۰۱۲ – حال حاضر                | ۸ ژوئیه ۱۹۹۴ ↓ ۱۷ دسامبر ۲۰۱۱ (خطا: نیازمند سال، ماه، روز معتبر)  | حزب کارگران کره                                              |                 |     |
| دبیرکل کمیسون ملی دفاعی کره شمالی       | ۱۳ آوریل ۲۰۱۲ – Incumbent               | ۸ ژوئیه ۱۹۹۴ ↓ ۱۷ دسامبر ۲۰۱۱ (خطا: نیازمند سال، ماه، روز معتبر)  | حزب کارگران کره                                              |                 |     |
|                                         | کیم جونگ-اون 김정은 金正恩 (۱۹۸۳/۱۹۸۴–) | نایب رئیس اول کمیسیون دفاع                                        | ۲۹ دسامبر ۲۰۱۱ ↓ حال حاضر (خطا: نیازمند سال، ماه، روز معتبر) | حزب کارگران کره |     |
| فرمانده کل ارتش خلق کره                 | کیم جونگ-اون 김정은 金正恩 (۱۹۸۳/۱۹۸۴–) | ۳۰ دسامبر ۲۰۱۱ – حال حاضر                                         | ۲۹ دسامبر ۲۰۱۱ ↓ حال حاضر (خطا: نیازمند سال، ماه، روز معتبر) | حزب کارگران کره |     |
| دبیراول کمیته مرکزی حزب کارگران کره     | کیم جونگ-اون 김정은 金正恩 (۱۹۸۳/۱۹۸۴–) | ۱۱ آوریل ۲۰۱۲ – Incumbent                                         | ۲۹ دسامبر ۲۰۱۱ ↓ حال حاضر (خطا: نیازمند سال، ماه، روز معتبر) | حزب کارگران کره |     |
| دبیرکل کمیسیون مرکزی نظامی حزب          | کیم جونگ-اون 김정은 金正恩 (۱۹۸۳/۱۹۸۴–) | ۱۱ آوریل ۲۰۱۲ – حال حاضر                                          | ۲۹ دسامبر ۲۰۱۱ ↓ حال حاضر (خطا: نیازمند سال، ماه، روز معتبر) | حزب کارگران کره |     |
| رئیس کل کمیسیون ملی دفاعی کره شمالی     | کیم جونگ-اون 김정은 金正恩 (۱۹۸۳/۱۹۸۴–) | ۱۳ آوریل ۲۰۱۲ – حال حاضر                                          | ۲۹ دسامبر ۲۰۱۱ ↓ حال حاضر (خطا: نیازمند سال، ماه، روز معتبر) | حزب کارگران کره |     |

## رهبران حزب کارگران کره

پرچم حزب کارگران کره

کیم جونگ-ایل در ۱۷ دسامبر ۲۰۱۱ درگذشت، ولی پس از مرگ «رئیس ابدی کمیسیون ملی دفاع» خوانده شده‌است لذا پسرش کیم جونگ اون لقب رئیس را نگرفته‌است. 